# Островная карликовость

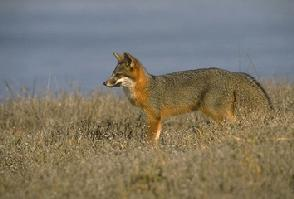
Островная лисица (Urocyon littoralis). Их величина соответствует размеру домашней кошки

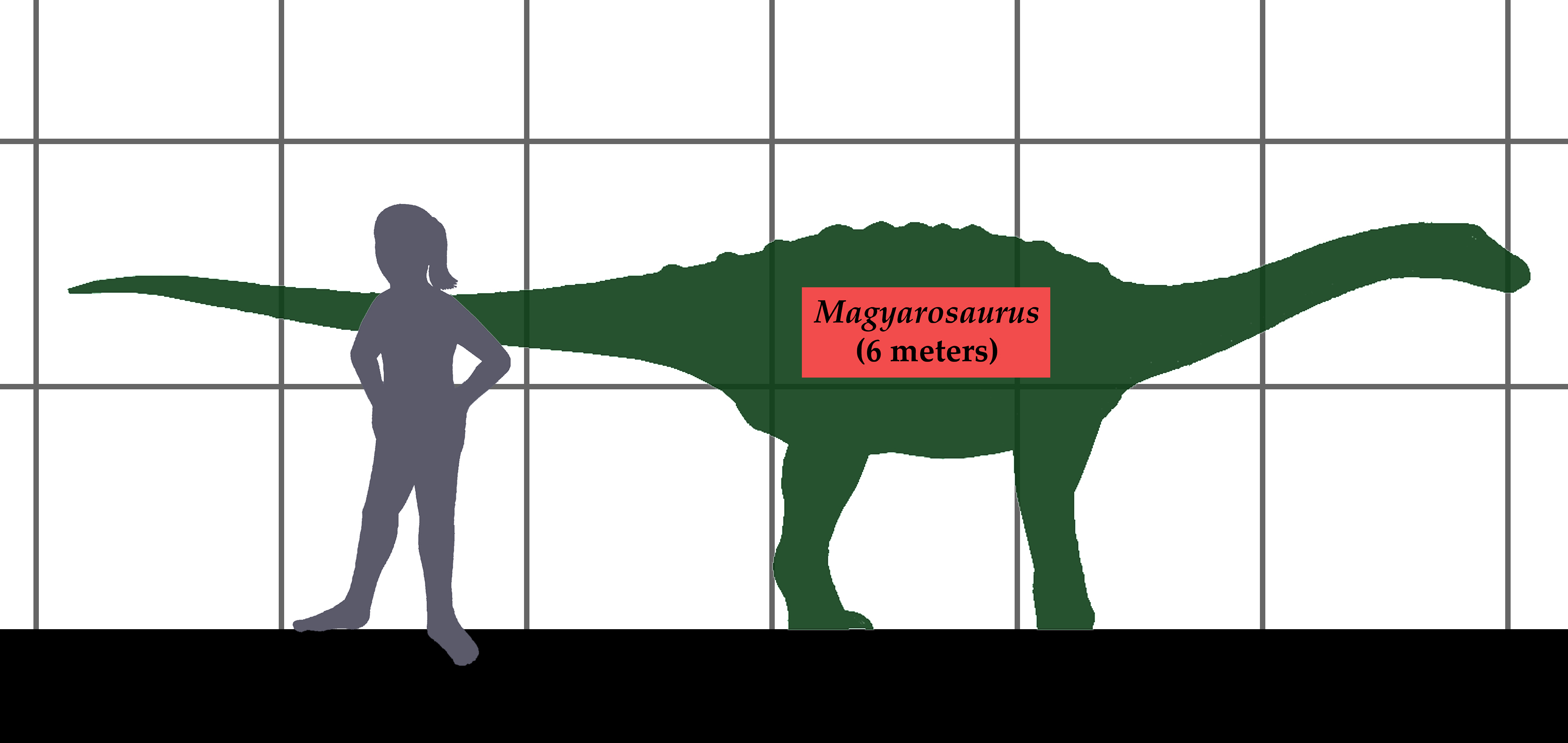
Мадьярозавр. Это был один из мельчайших видов зауропод: его длина составляла около 6 м, то есть длина его тела (без учета длины шеи и хвоста) была примерно равна длине тела современной лошади (в то время как его собратья — диплодоки, сейсмозавры — имели массу до 80—140 т и длину тела до 30—50 м)

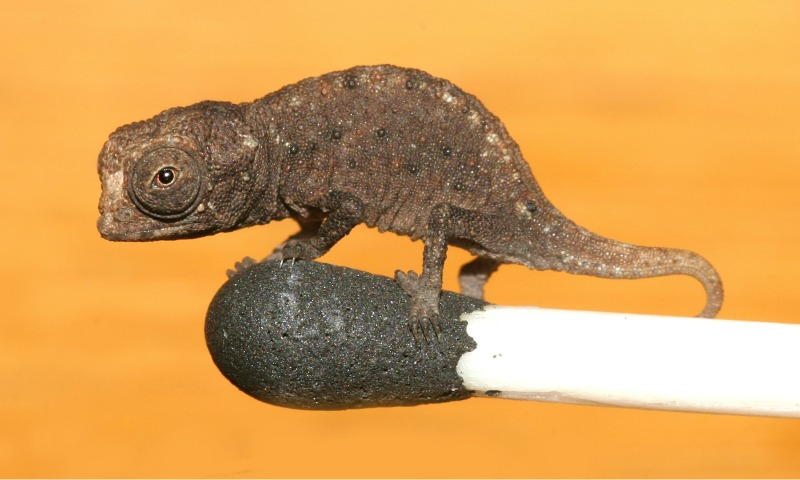
Самец Brookesia micra, окраска в спокойном состоянии

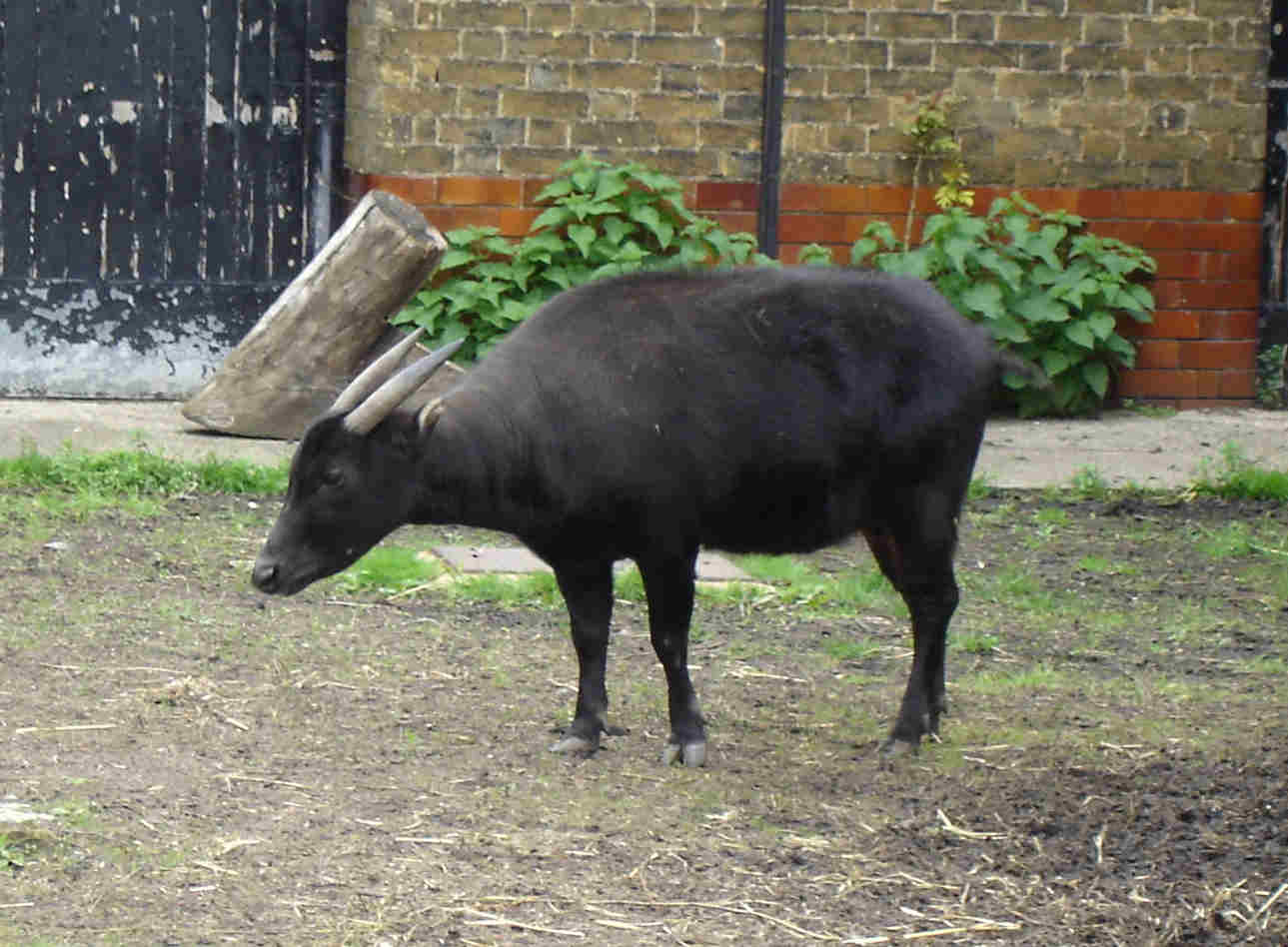
Равнинный аноа — карликовый буйвол c индонезийского острова Сулавеси

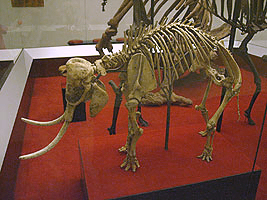
Скелет вымершего карликового слона c острова Крит

Островная карликовость — биологическое явление, при котором размер отдельных видов животных, обитающих на протяжении многих поколений на островах без хищников или человеческого воздействия, существенно уменьшается. Это вызвано, как правило, дефицитом пищи и относительной безопасностью.
Сам по себе данный эффект в течение эволюции животных проявлялся много раз, от динозавров до современных животных (в том числе и людей).
Существует несколько возможных механизмов, обеспечивающих выявление данного эффекта, и они могут действовать как в одиночку, так и в комбинации. К ним относятся генетический ответ на стрессовые условия окружающей среды, процесс естественного отбора, в ходе которого особи малого размера имеют преимущество при выживании в ограниченном пространстве (что может проявляться в лучшем приспособлении к ситуации нехватки пищевых ресурсов и объёма необходимых для жизни хранилищ) и т. д.
Описанные процессы (а также и другие проявления аномалий, связанные с так называемой «островной генетикой» — специфическими генетическими эффектами в малых популяциях) могут протекать не только на островах, но и в условиях другим образом изолированных экосистем: в пещерах, оазисах среди пустынь, изолированных долин в горах, и т. д. Примером такого случая является маленький рост племён пигмеев из лесов Центральной Африки, которые развивались в условиях ограниченных пищевых ресурсов и в изоляции от других людей, что ограничивало обмен генами.

## Примеры
Примерами островной карликовости являются следующие, преимущественно вымершие, виды:
- Человек флоресский, найденный на острове Флорес
- Мадагаскарские бегемоты и карликовые бегемоты на средиземноморских островах (кипрский, критский, мальтийский)
- Ископаемые карликовые слоны, в том числе, например:
  - кипрский карликовый слон, а также аналогичные виды на Крите, Мальте и Сардинии
  - подвид азиатского слона на острове Борнео
  - карликовый мамонт на Канальных островах и острове Врангеля
- Хондосский японский волк
- Островная лисица на Канальных островах
- Северные олени на архипелаге Шпицберген
- Травоядные динозавры на островах Европы, такие как: ампелозавр, залмоксес, мадьярозавр и другие.
- Тристанский пастушок, лайсанский, гавайский погоныши.

Тенденция к островной карликовости наблюдается также у енотов, кроликов и свиней. Ей подвержены также змеи, за исключением некоторых видов. Мелкие грызуны, обитающие на островах, напротив, проявляют островной гигантизм, то есть увеличение размеров по сравнению с материковыми популяциями. Подобное явление наблюдается также у игуан, гекконов или сцинков.